# Теодосий Канакис
Теодосий (на гръцки: Θεοδόσιος, Теодосиос) е гръцки духовник, митрополит на Вселенската патриаршия.

## Биография
Роден е със светското име Канакис (Κανάκης) на Хиос, където през 1811 година работи като учител. На 20 септември 1815 година е записан като монах в монашеската книга на Новия манастир на Хиос. През март 1821 година е избран и по-късно е ръкоположен за титулярен епископ на Зъхна и поема задълженията на епитроп на Патриаршеската екзархия на Псара, Пирги и Волисос. През октомври 1827 година е избран за митрополит на Анкара. Умира в 1834 година.